# Ecliptinae
La subtribu Ecliptinae de la tribu Heliantheae, familia de  las asteráceas contiene los siguientes géneros:

## Géneros
| - Baltimora - Blainvillea - Calyptocarpus - Clibadium - Dimerostemma - Eclipta - Elaphandra - Eleutheranthera - Exomiocarpon - Fenixia - Hoffmanniella - Idiopappus - Iogeton - Jefea - Kingianthus | - Lantanopsis - Lasianthaea - Leptocarpha - Lipochaeta - Lundellianthus - Melanthera - Monactic - Oblivia - Otopappus - Oyedaea - Pascalia - Pentalepis - Perymeniopsis - Perymenium - Plagiolophus | - Podanthus - Rensonia - Riencourtia - Schizoptera - Sphagneticola - Steiractinia - Synedrellopsis - Tilesia - Trigonopterum - Tuberculocarpus - Tuxtla - Wamalchitamia - Wedelia - Wollastonia - Zexmenia - Zyzyxia |